# عرقون ربيعي
عرقون ربيعي (الاسم العلمي:Euphrasia vernalis) هي نوع نباتي يتبع جنس العرقون من الفصيلة الجعفيلية.  